# 浙大城市学院
浙大城市学院 （英語：Hangzhou City University），简称浙大城院，位于浙江省杭州市，由杭州市人民政府创办。学校位于拱墅区湖州街，城市主干道湖州街（东西走向）将其分成南北两个校区，有地下通道连接两校区。学校其前身为创建于1999年的浙江大学城市学院。2012年4月，获得学士学位授予权。2017年，成为浙江省专业硕士点培育建设立项单位。2019年7月，获批设立浙江省博士后工作站。2020年1月，经教育部同意，浙江大学城市学院转设为浙大城市学院，同时撤销浙江大学城市学院的建制。2020年6月，杭州市人民政府与浙江大学签署合作协议，超常规支持浙大城市学院十年创百强跨越发展。

## 历史
1999年7月，浙江大学城市学院正式成立，是教育部和浙江省人民政府批准设立，是中国首家由国家重点大学创办的民办独立学院，由浙江大学、杭州市人民政府合作办学的全日制本科普通高校。浙江大学城市学院，定位于培养高层次的应用型人才，发展多样性学科，并重视与国际院校的交流合作。本科毕业生达到学校毕业要求后可获得浙江大学学士学位，从2012届本科毕业生开始将由学院独立授予学位。城市学院毕业生或考取各级党政单位公务员，或进入国内（含香港）知名院校攻读研究生学位，还有大量毕业生远赴美、英、日、法、澳、新等国高校继续深造。
2020年1月7日，中华人民共和国教育部决定，浙江大学城市学院转设浙大城市学院，系杭州市属公办本科层次普通高等学校，定位为应用型高校。
2022年，获批硕士学位授予权，共增列电子信息硕士、土木水利硕士、艺术硕士3个硕士点，但需进一步加强建设待国务院学位委员会组织核查。

## 院系设置
学院现有药理学、计算机应用技术、企业管理、岩土工程共四个省级重点学科，学科数量曾列全省独立学院首位。
| 所在学院                       | 专业                         | 学制 |
| 计算机与计算科学学院           | 统计学                       | 4    |
| 计算机与计算科学学院           | 计算机科学与技术             | 4    |
| 计算机与计算科学学院           | 信息管理与信息系统           | 4    |
| 计算机与计算科学学院           | 软件工程                     | 4    |
| 计算机与计算科学学院           | 数据科学与大数据技术         | 4    |
| 计算机与计算科学学院           | 人工智能                     | 4    |
| 信息与电气工程学院             | 电子信息工程                 | 4    |
| 信息与电气工程学院             | 电子科学与技术               | 4    |
| 信息与电气工程学院             | 通信工程                     | 4    |
| 信息与电气工程学院             | 自动化                       | 4    |
| 工程学院                       | 机械设计制造及其自动化       | 4    |
| 工程学院                       | 机械电子工程                 | 4    |
| 工程学院                       | 土木工程                     | 4    |
| 工程学院                       | 道路桥梁与渡河工程           | 4    |
| 工程学院                       | 智能制造工程                 | 4    |
| 医学院                         | 药学                         | 4    |
| 医学院                         | 护理学                       | 4    |
| 医学院                         | 临床医学                     | 5    |
| 外国语学院                     | 英语                         | 4    |
| 外国语学院                     | 日语                         | 4    |
| 外国语学院                     | 商务英语                     | 4    |
| 外国语学院                     | 德语                         | 4    |
| 商学院                         | 工商管理                     | 4    |
| 商学院                         | 财务管理                     | 4    |
| 商学院                         | 资产评估                     | 4    |
| 商学院                         | 国际商务                     | 4    |
| 商学院                         | 国际经济与贸易               | 4    |
| 商学院                         | 金融学                       | 4    |
| 传媒与人文学院                 | 新闻学                       | 4    |
| 传媒与人文学院                 | 广播电视学                   | 4    |
| 传媒与人文学院                 | 汉语言文学                   | 4    |
| 传媒与人文学院                 | 广告学                       | 4    |
| 法学院                         | 法学                         | 4    |
| 法学院                         | 行政管理                     | 4    |
| 艺术与考古学院                 | 环境设计                     | 4    |
| 艺术与考古学院                 | 视觉传达设计                 | 4    |
| 艺术与考古学院                 | 考古学                       | 4    |
| 浙大城市学院怀卡托大学联合学院 | 金融学(中外合作办学)         | 4    |
| 浙大城市学院怀卡托大学联合学院 | 会展经济与管理(中外合作办学) | 4    |
| 浙大城市学院怀卡托大学联合学院 | 工业设计(中外合作办学)       | 4    |
| 国土空间规划学院               | 建筑学                       | 5    |
| 国土空间规划学院               | 城乡规划                     | 5    |
| 国际文化旅游学院               | 旅游管理                     | 4    |
| 马克思主义学院                 |                              |      |

## 历任院长/校长
浙江大学城市学院院长
- 鲁世杰（1999年7月—2005年7月）
- 王立人（2005年7月—2008年4月）
- 吴健（2008年4月—2017年12月，女）
- 韦巍（2017年12月—2020年4月）

浙大城市学院校长
- 罗卫东（2020年4月—2023年11月）

浙大城市学院副校长
- 杨波 （2020年12月—至今）[4]

## 建筑设施

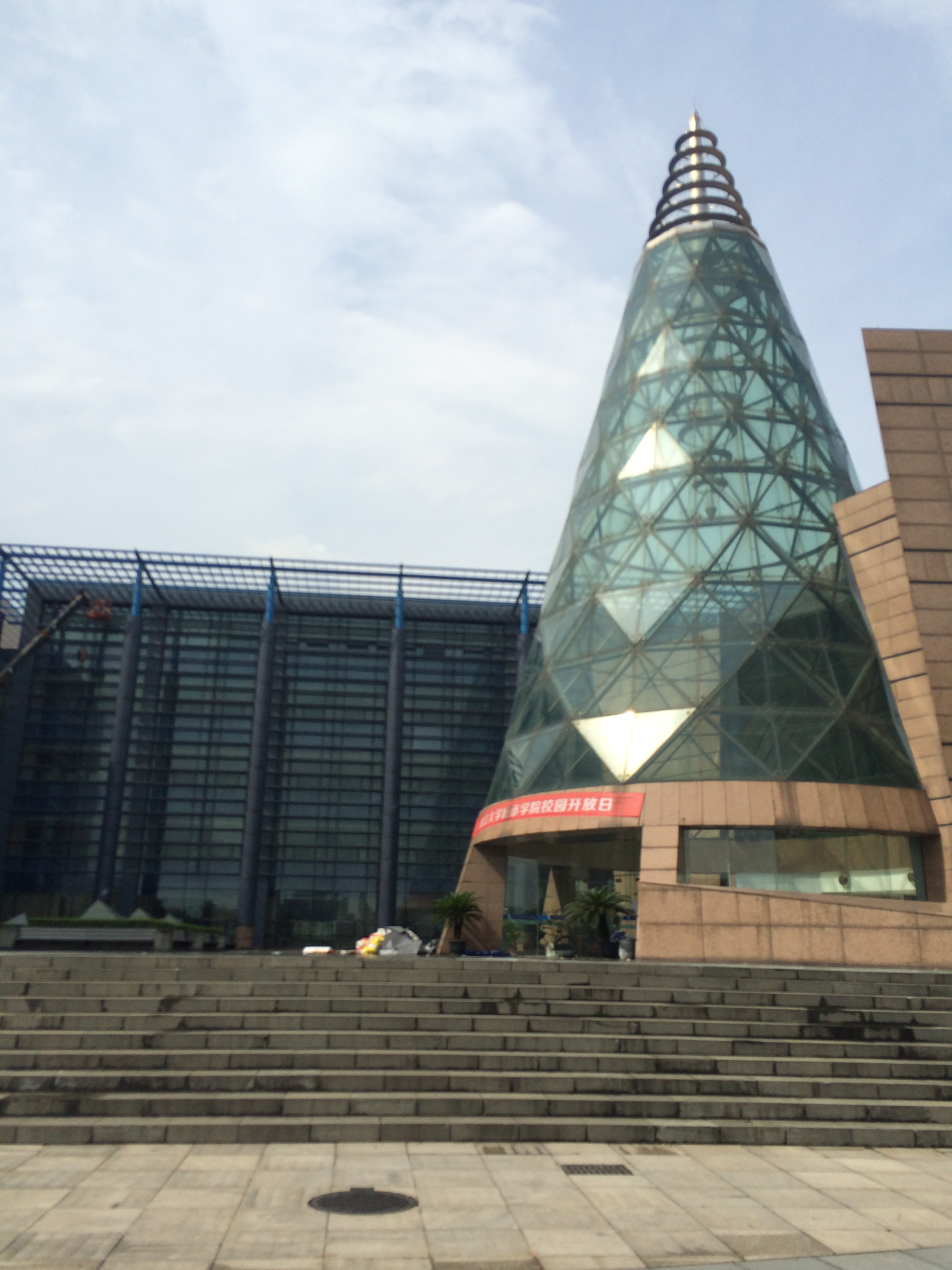
图信中心

教育办公
- 第一~七教学楼
- 第一~六文科楼
- 行政楼扩建工程（第七文科楼，在建）
- 第一~五理工科楼
- 图信中心

文娱体育
- 风雨操场
- 体育馆
- 运动场（包括网球场、篮球场）

后勤与宿舍
- 一~三食堂
- 金如新楼（招待所）
- 慕贤楼（A）
- 弘毅楼（B）
- 精诚楼（C）
- 致远楼（D）
- 尚雅楼（E）
- 思睿楼（F）
- 求真楼（G）
- 惟学楼（H）
- 明德楼（I）
- 问源楼（J）

## 合作院校
- 香港：香港理工大学
- 澳門：澳门旅游学院、澳门科技大学
- 臺灣：国立云林科技大学、铭传大学、国立暨南国际大学、世新大学、南台科技大学
- 美国：内布拉斯加大学林肯分校、加州州立大学奇科分校
- 英国：赫瑞瓦特大学
- 法國：雷恩高等商学院
- 日本：佐贺大学、静冈文化艺术大学（日语：静岡文化芸術大学）、长崎国际大学
- 新加坡：新加坡理工学院

## 交通
- 茶汤桥：48、63、129、26路公交车
- 热水港桥：95、247、7277路公交车
- 公共自行车：南北校区之间湖州街上有4个公共自行车租赁点。

## 外部連結
- 官方网站 （页面存档备份，存于）

30°19′35″N 120°9′3″E / 30.32639°N 120.15083°E